# مذبحة إضراب عمال مزارع الموز

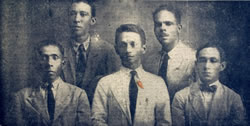
قادة إضراب عمال مزارع الموز.

مذبحة إضراب عمال مزارع الموز (بالإسبانية: Masacre de las Bananeras)‏ هو الحدث الذي أدى إلى وفاة قرابة المئات من المزارعين على يد القوات المسلحة الكولومبية في 6 ديسمبر من عام 1928. وتمت المذبحة بأمر رئاسي صدر من ميجيل أباديا مينديث ونفذه الجنرال قائد الجيش كارلوس كورتس بارجاس ببلدية ثيناجا بمقاطعة ماجدالينا الكولومبية. وكان الإضراب الذي قام به ما يزيد على 32 ألف احتحاجًا على أوضاعهم الصحية وظروف العمل السيئة ومطالبتهم بدفعات نقدية بدلاً من صكوك التي لا يمكن صرفها في شركة الفواكه المتحدة، والتي كانت ملكًا للشركات الأمريكية والتي كانت تسيطر من خلالها على مقدرات البلاد عن طريق مزارع الموز، قد أدى إلى القتل، بطريقة وحشية، لعدد غير معروف من المتظاهرين وصل إلى قرابة ثلاثمائة شخص، وفقًا للتحريات الجادة في ذلك الوقت.
وكان للموز أهمية اقتصادية في البلاد في ذلك الوقت، وكانت لشركة الفواكه المتحدة الأمريكية الحق في الاحتكار الفعلي لتجارة الموز التي كانت في تلك الفترة المصدر الوحيد للدخل. وكان رد فعل الشركة الأمريكية تجاه الإضراب هو تجاهل مطالب العمال. وبعد بداية الإضراب بفترة قصيرة، قامت الحكومة الكولومبية باحتلال منطقة مزارع الموز، واستخدمت بدورها القوات المسلحة لمكافحة وضرب المضربين، بإرسالها للقوات التي أطلقت النيران على العمال العزل حينما حاولوا التظاهر بقرية أراكاتاكا مسقط رأس أديب نوبل غابرييل غارثيا ماركيث. وتم قتل المئات من الأشخاص على خلفية هذه المذبحة. فيما عملت الحكومة الكولومبية وقتها على طمس الحقائق وإنكار الواقعة. إلا أن غارثيا ماركيث قام بعكس هذا الحدث في روايته الشهيرة مئة عام من العزلة.

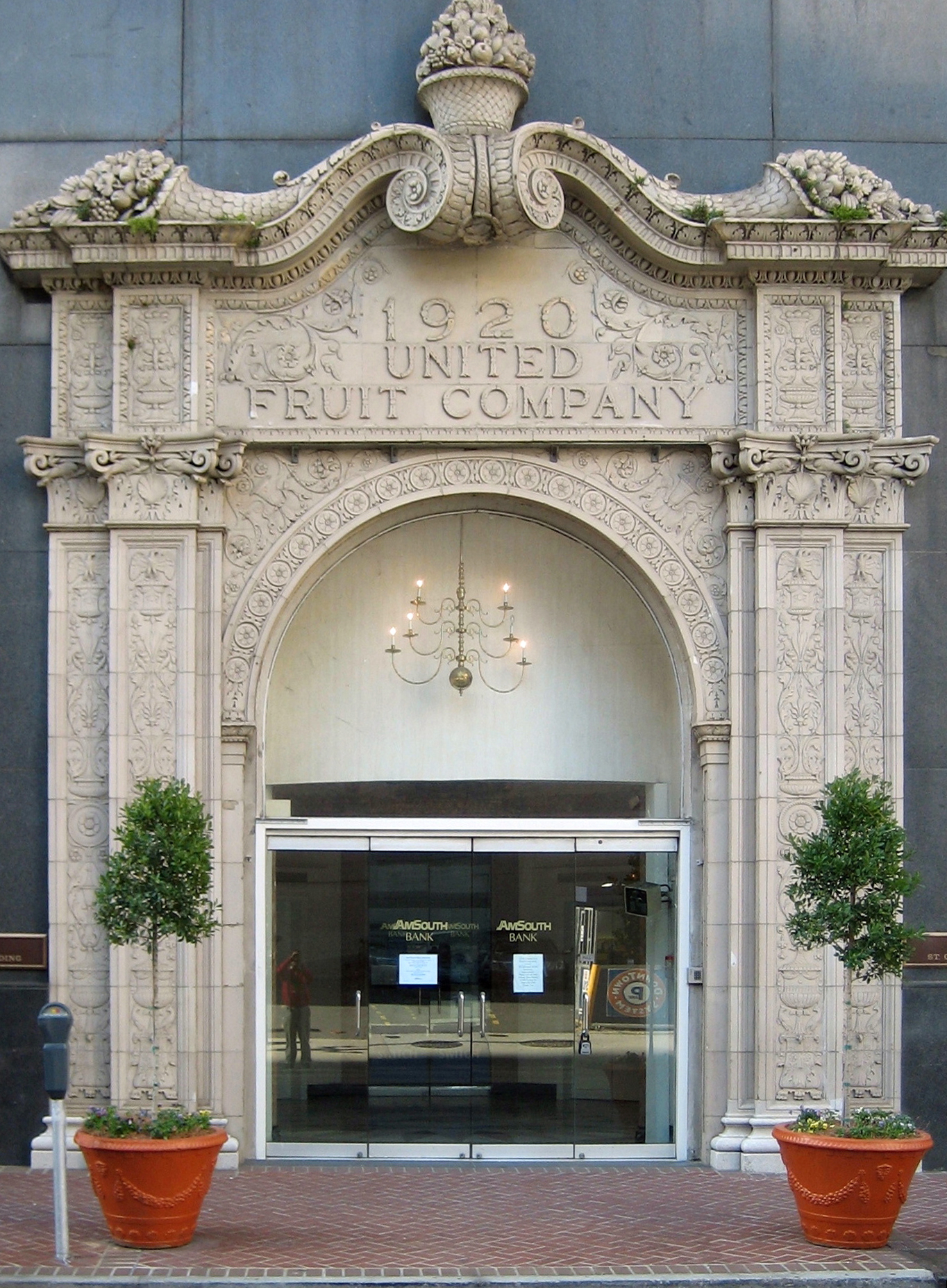
واجهة شركة الفواكه المتحدة.